# 第一希利恰
50°24′59″N 26°17′37″E / 50.41639°N 26.29361°E
第一希利恰（烏克蘭語：Гільча Перша），是烏克蘭西北部羅夫諾州羅夫諾區兹多夫比察市镇内的村落。面積8.1平方公里，海拔高度225米，2001年人口481，人口密度每平方公里59.4人。